# Kubu Langka
Kubu Langka is een bestuurslaag in het regentschap Tanggamus van de provincie Lampung, Indonesië. Kubu Langka telt 1151 inwoners (volkstelling 2010).